# 11506 Toulouse-Lautrec
11506 Toulouse-Lautrec eller 1990 ES1 är en asteroid i huvudbältet som upptäcktes den 2 mars 1990 av den belgiske astronomen Eric W. Elst vid La Silla-observatoriet. Den är uppkallad efter den franske målaren Henri de Toulouse-Lautrec.
Asteroiden har en diameter på ungefär 3 kilometer.